# Coremiocnemis jeremyhuffi
Coremiocnemis jeremyhuffi là một loài nhện trong họ Theraphosidae.
Loài này thuộc chi Coremiocnemis. Coremiocnemis jeremyhuffi được miêu tả năm 2010 bởi West en Nunn.